# James A. Mackay
Pour les articles homonymes, voir James Mackay et Mackay.
James Alexander Mackay (né le 21 novembre 1936 à Inverness et mort le 12 août 2007 à Glasgow) est un philatéliste et historien britannique, auteur prolifique d'ouvrages et d'articles philatéliques.

## Biographie
James Mackay collectionne les timbres-poste dès le plus jeune âge, quand des soldats de Terre-Neuve hébergés chez sa tante lui donnent les timbres de leur courrier.
Dans les années 1950, il effectue son service militaire dans les îles Hébrides extérieures, et découvre ainsi l'île de Saint-Kilda, dont il écrit une histoire postale publiée en 1963 et qui motive une série de douze ouvrages sur l'histoire postale des îles d'Écosse et de Wight, publiés dans les années 1970.
Il devient conservateur pour la partie philatélique du British Museum à l'âge de 24 ans, mais est déchu à la suite d'une condamnation pénale pour un abus à ce poste avec le vol d'épreuves qu'il confie au revendeur Clive Feigenbaum.
Auteur philatélique depuis la fin des années 1950 jusqu'à sa mort en 2007, il a écrit plus de deux cents livres et plus de dix mille articles pour des magazines et revues britanniques, canadiennes et des États-Unis, parfois sous des pseudonymes. Dans ces articles commandés par des magazines philatéliques, il parle des timbres nouvellement émis, de thématiques philatéliques ou d'histoire postale. Grâce à une importance collection de timbres et de vignettes postales, il illustre toujours lui-même ses articles.
Biographe dans les années 1980 et 1990, son travail est reconnu de qualité sur le poète Robert Burns en 1992 et l'indépendantiste irlandais Michael Collins en 1996. Cependant, d'autres de ses livres ont été accusés de plagiats, telles les biographies d'Alexander Graham Bell de 1998 et de John Paul Jones de 1998.

## Œuvres

### Philatélie généraliste
- International Encyclopaedia of Stamp Collecting, fin des années 1970.
- The Guiness Book of Stamps Facts & Feats, Guiness Publishing, 1982.
- Philatelic Terms Illustrated, Stanley Gibbons, 2003.

### Histoire postale britannique
- St. Kilda, its Posts and Communications, 1963. Premier ouvrage d'histoire postale de Mackay.
- Scottish Postmarks: 1693 to 1978, 1978, environ 2000 illustrations à partir de sa collection personnelle et des archives postales.
- Islands Postal History Series, 12 tomes d'histoire postale des îles d'Écosse et de Wight, années 1970.

### Sources de l'article
Entretien :
- par Gordon Milne, président du Great Britain Collectors Club, publié dans The Chronicle, journal du GBCC, avril 2001 ; réédité sur le site internet de l'association (lien), page mise à jour du 22 avril 2007, consultée le 5 octobre 2007.

Nécrologies :
- Stamp Magazine no 73-10, Royaume-Uni, octobre 2007, page 9.
- Scott Stamp Monthly no 25-11, États-Unis, novembre 2007, page 8.